# Татарское Булярово
Тата́рское Буля́рово (тат. Татар Бүләре) — деревня в Муслюмовском районе Республики Татарстан, административный центр Исансуповского сельского поселения.

## География
Деревня находится в верховье реки Сикия, в 32 км к северо-востоку от районного центра, села Муслюмово.

## История
Деревня основана в XVII веке. В XVIII – первой половине XIX веков жители относились к категориям башкир-вотчинников и тептярей. Их основное занятие в этот период – скотоводство, были распространены санный и колесный промыслы.
В период Крестьянской войны 1773–1775 годов в деревне был сформирован отряд, выступивший на стороне Е.И.Пугачёва.
В «Списке населенных мест по сведениям 1870 года», изданном в 1877 году, населённый пункт упомянут как деревня Татарские Буляры 1-го стана Мензелинского уезда Уфимской губернии. Располагалась при речке Буляре, по правую сторону почтового тракта из Мензелинска в Бирск, в 40 верстах от уездного города Мензелинска и в 15 верстах от становой квартиры в деревне Поисева. В деревне, в 82 дворах жили 541 человек (274 мужчины и 267 женщин, тептяри, татары, башкиры), были мечеть, училище. Жители занимались земледелием, скотоводством, деланием колёс, саней и ободьев.
В начале XX века земельный надел сельской общины составлял 217 десятин.
До 1920 года деревня входила в Поисеевскую волость Мензелинского уезда Уфимской губернии. С 1920 года в составе Мензелинского кантона ТАССР.
В 1930 году в деревне организован колхоз «Сатурн». В 1930-е годы открыта начальная школа.
С 10 августа 1930 года – в Муслюмовском, с 10 февраля 1935 года – в Калининском, с 12 октября 1959 года – в Муслюмовском, с 1 февраля 1963 года – в Сармановском, с 12 января 1965 года в Муслюмовском районах.

## Население
| 1816 | 1834 | 1870 | 1884 | 1897 | 1913 | 1926 | 1938 | 1949 | 1958 | 1970 | 1979 | 1989 | 2002 | 2010 | 2017 |
| ---- | ---- | ---- | ---- | ---- | ---- | ---- | ---- | ---- | ---- | ---- | ---- | ---- | ---- | ---- | ---- |
| 83   | 246  | 541  | 594  | 645  | 778  | 756  | 614  | 409  | 437  | 486  | 474  | 374  | 358  | 381  | 345  |

Национальный состав села: татары.

## Экономика
Жители работают преимущественно в ООО «Август-Муслюм», занимаются полеводством, молочным скотоводством.

## Объекты образования, медицины и культуры
В деревне действуют средняя школа (с 1971 года), дом культуры, библиотека (с 1953 года), детский сад (с 1971 года), фельдшерско-акушерский пункт.

## Религиозные объекты
Мечеть (с 1993 года).